# Estádio Municipal Júlia do Prado

### Localização e finalidade
O Estádio Municipal Júlia do Prado está localizado no bairro Alvorada, na cidade de Ituiutaba, Minas Gerais. Situado na Avenida Professor José Vieira de Mendonça, em frente ao Parque de Exposições Juscelino Kubitscheck e próximo ao Ginásio Poliesportivo, destina-se a abrigar eventos esportivos, especialmente partidas de futebol, mas também possui estrutura para transmissões de rádio e TV e outras funcionalidades multimídia prado.
O Estádio Municipal Júlia do Prado é uma arena esportiva localizada no município de Ituiutaba, no estado de Minas Gerais, Brasil. O estádio é de propriedade da prefeitura municipal e tem como principal finalidade a realização de partidas de futebol, competições esportivas escolares e eventos comunitários.

### Histórico da construção
A obra teve início por volta de 2012, mas enfrentou diversos atrasos e interrupções nos anos seguintes. Em 2015, já eram visíveis 60% das obras concluídas, com gramado e sistema de irrigação instalados, e espera-se a colocação de cadeiras nas arquibancadas cobertas.

### Financiamento e retomada das obras
O projeto foi financiado com recursos provenientes da Prefeitura de Ituiutaba e do Ministério dos Esportes, totalizando cerca de R$ 12,5 milhões. Em 2021, com a prefeita Leandra Guedes à frente da administração, foi retomada a execução de parte das obras, com liberação de aproximadamente R$ 4,998 milhões adicionais.

### Estrutura prevista e capacidade
O estádio está planejado para comportar entre 18.000 e 18.050 torcedores, há citações de uma possibilidade de expansão para até 22.000 pessoas. A estrutura inclui:
- Arquibancadas cobertas com assentos
- Vestiários, banheiros e estacionamento
- Salas de imprensa, lanchonetes e camarotes
- 4 cabines para televisão e 12 para rádio
- Infraestrutura para aquecimento dos jogadores e espaços para imprensa

Em discussões técnicas, estimou-se que o campo teria dimensões de 65 × 110 metros, com recuos laterais e atrás dos gols de 10 metros.

### Importância regional e futuro
O estádio representa um marco histórico para o esporte local. Espera-se que seja a futura casa do Boa Esporte Clube, equipe que já disputou o Campeonato Mineiro e que fez parte da história esportiva da cidade. A sua inauguração poderá impulsionar o turismo esportivo, gerar empregos e contribuir para a economia regional.

### Situação atual
Dados mais recentes indicam que, em 2025, a obra atingiu cerca de 70% de conclusão, segundo informações da Prefeitura de Ituiutaba.
Resumo dos estágios principais:
| Ano/Iniciativa | Andamento da obra                                              |
| -------------- | -------------------------------------------------------------- |
| 2012           | Início da construção                                           |
| 2015           | 60% concluído com gramado e irrigação prontos                  |
| 2021           | Retomada com novos recursos (~R$ 5 mi), ainda 58% concluído    |
| 2024           | 67,17% de execução; previsão de conclusão até dezembro de 2025 |
| 2025           | Cerca de 70% concluído                                         |

1. 1 2 3  Jornalismo, Central de (12 de dezembro de 2014). «Áreas livres entre arquibancadas do Estádio Municipal Julia do Prado». Tudo Em Dia. Consultado em 18 de agosto de 2025
2. 1 2 3  Minas, Estado de (14 de janeiro de 2021). «Mais de 8 anos depois, est�dio em Ituiutaba pode sair, ao custo de R$ 5 mi». Estado de Minas. Consultado em 18 de agosto de 2025 replacement character character in |titulo= at position 27 (ajuda)
3. ↑  «Estádio Municipal Júlia do Prado: Um Marco para Ituiutaba e o Esporte Regional». GN Imprensa Livre. Consultado em 18 de agosto de 2025
4. ↑  MGTV 1ª edição - Uberlândia | Seguem as obras do Estádio Municipal Júlia do Prado | Globoplay, consultado em 18 de agosto de 2025